# Torre Ladrones
Torre Ladrones (auch Torre de los Ladrones ‚Turm der Diebe‘) ist ein Wart- oder Wachturm aus dem 13. bis 15. Jahrhundert an der Südküste der spanischen Provinz Málaga in Andalusien. Er ist seit 1985 als „Gut von kulturellem Interesse“ („Bien de Interés Cultural“ – BIC) eingestuft. Der Turm befindet sich 100 Meter vor der Küstenlinie am westlichen Ortsrand von Cabopino im Gemeindegebiet von Marbella.

## Lage und Beschreibung

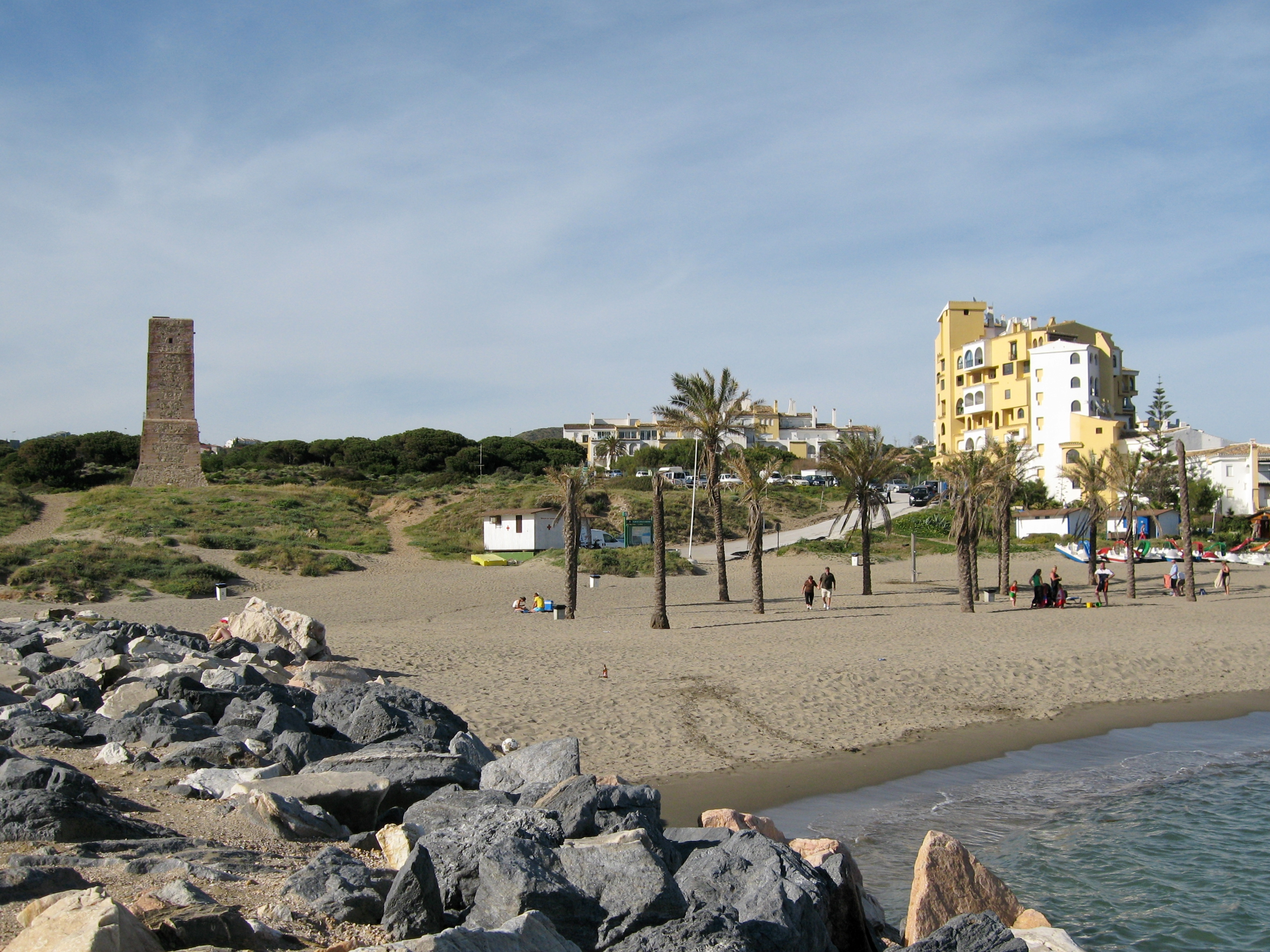
Mole am Strand von Cabopino

Der Torre Ladrones steht 13 Kilometer östlich des Zentrums von Marbella an der Küste des Mittelmeeres, 400 Meter nordwestlich des Kaps Punta Ladrones, an dem sich heute der Hafeneingang des Jachthafens von Cabopino befindet. Die Siedlungsgrenze von Cabopino östlich des Turmes ist nur 100 Meter entfernt. Vor dem Turm erstreckt sich eine Mole ins Meer, die den Strand von Cabopino mit der Hafeneinfahrt im Osten vom Strand von Artola im Westen trennt. Hinter letzterem erstreckt sich das Naturschutzgebiet der Dünen von Artola (Monumento Natural de las Dunas de Artola), das auch den Standort des Torre Ladrones mit einschließt.

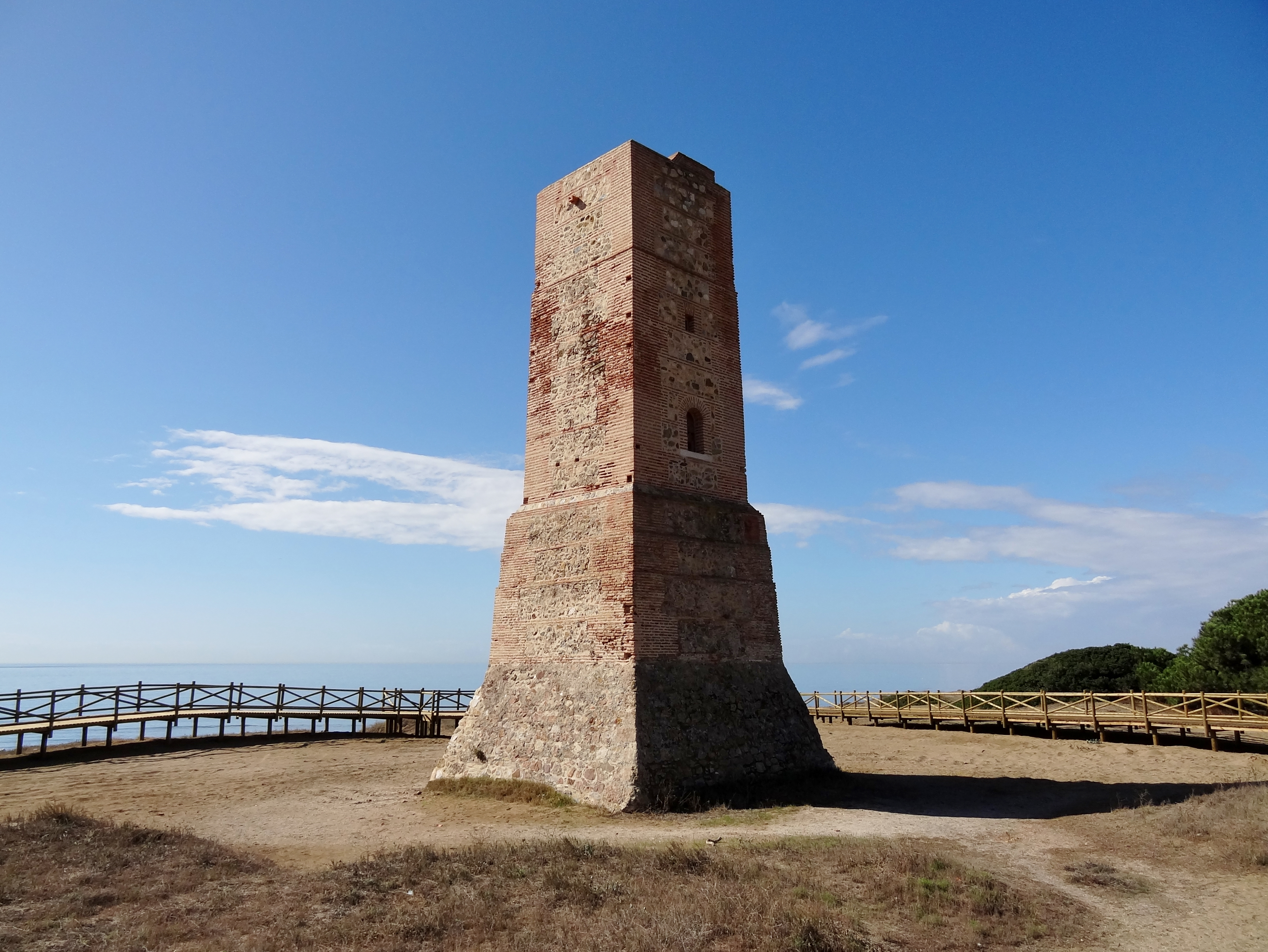
Nordostseite des Turmes

Der Torre Ladrones erhebt sich auf einer quadratischen Grundfläche von 3,65 Meter Seitenlänge auf eine Höhe von 14,6 Meter. Auf einem etwa 3 Meter hohen Sockel aus Natursteinen besitzt der Turm drei Stockwerke aus einem Verbund von roten Ziegeln und Natursteinen. Die Seitenlängen der Stockwerke nehmen nach oben leicht ab. Als Wartturm besitzt der Torre Ladrones im Untergeschoss keine Fenster- oder Türöffnungen. Der Eingang befindet sich in etwa 8 Meter Höhe an der Nordseite des mittleren Stockwerks. Ungefähr 1,5 Meter über diesem ist ein kleines Fenster in das Ziegelmauerwerk des Mittelgeschosses eingelassen. Eine weitere kleinere Fensteröffnung liegt an der Südseite des oberen Stockwerks. Auf ihm befindet sich eine Plattform, auf der Signalfeuer entzündet werden konnten.
Die Ursprünge des Torre Ladrones reichen bis ins 13. bis 15. Jahrhundert, der Zeit des Emirats von Granada. Sein heutiges Aussehen erlangte der mehrfach zerstörte Turm im 16. Jahrhundert, insbesondere durch die pyramidenartige Verstärkung seiner Basis, des Natursteinsockels. In dieser Zeit diente er mit weiteren Türmen entlang der Küste dem Schutz vor Angriffen der osmanischen Flotte und Piraten aus den Barbareskenstaaten im Norden Afrikas.

Ansichten des Turmes
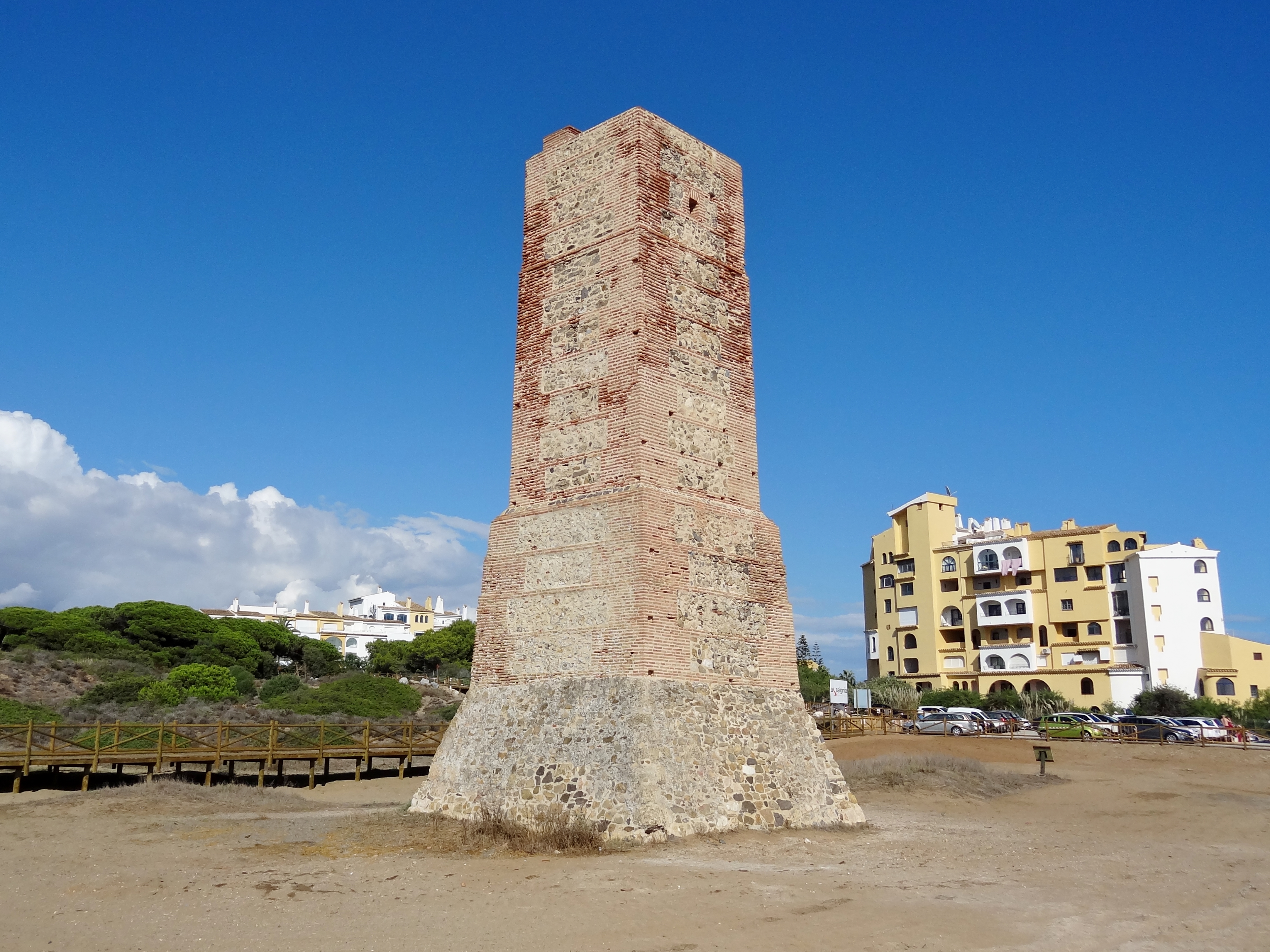
Südwestseite
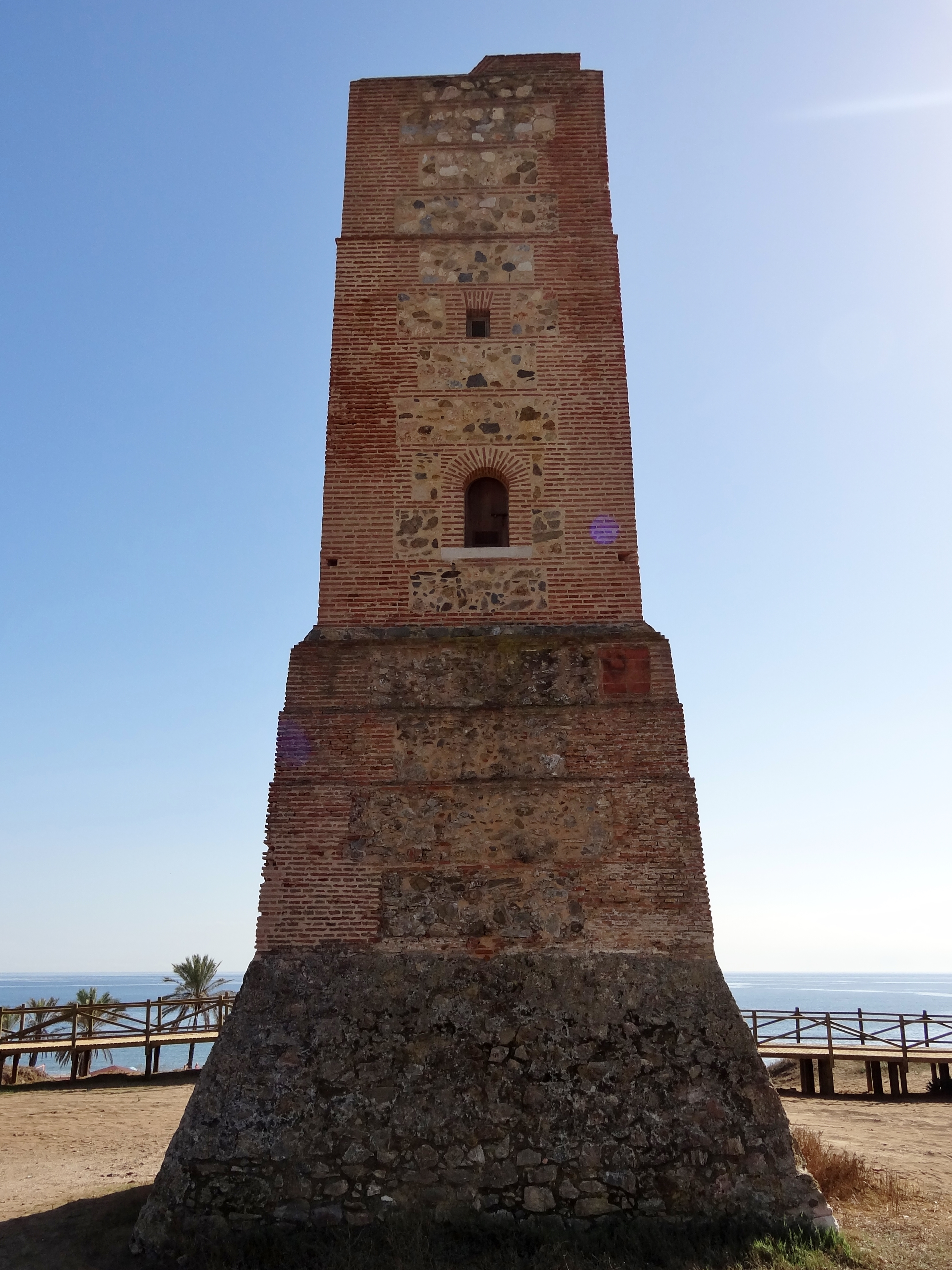
Nordseite
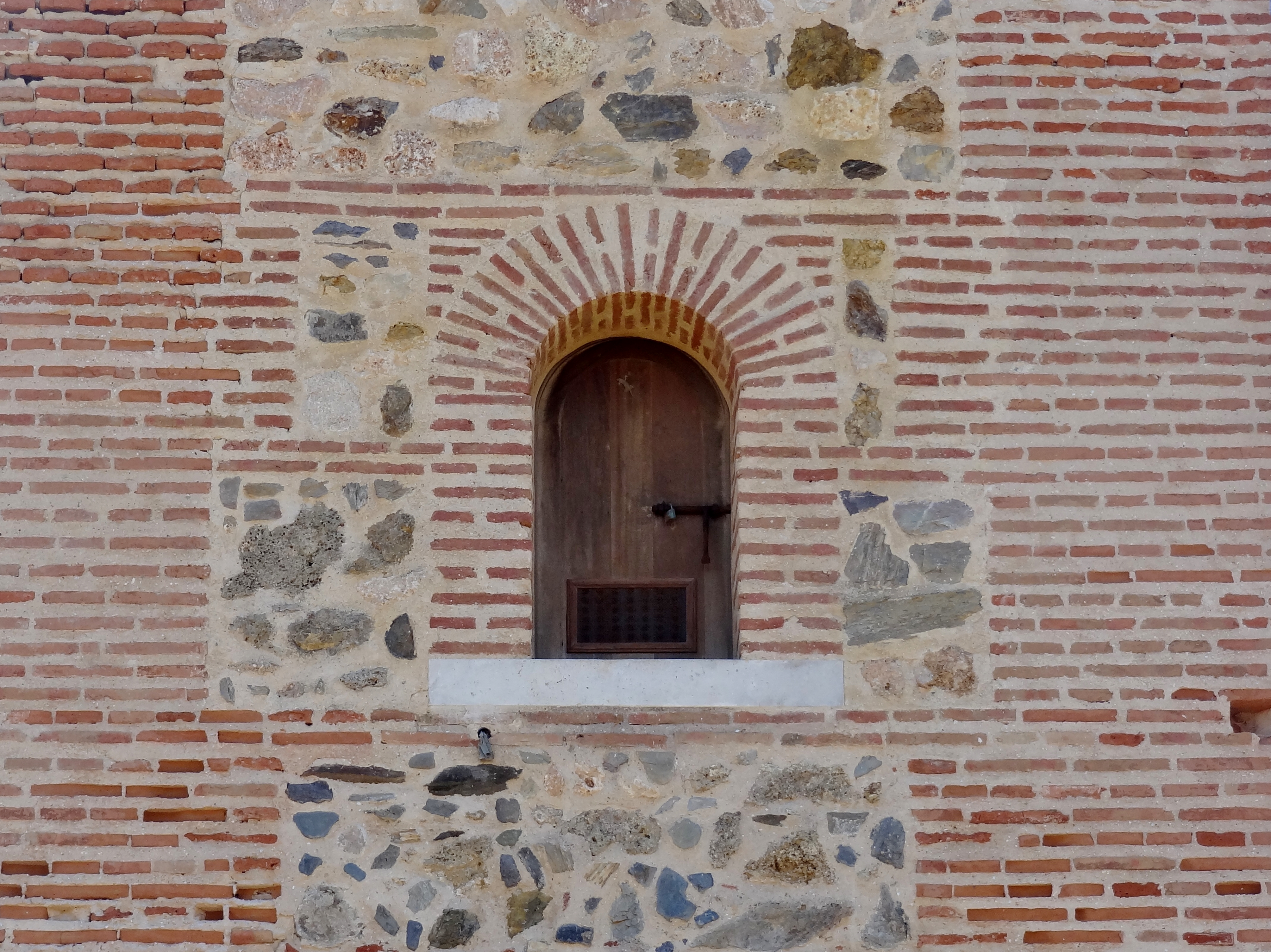
Eingang
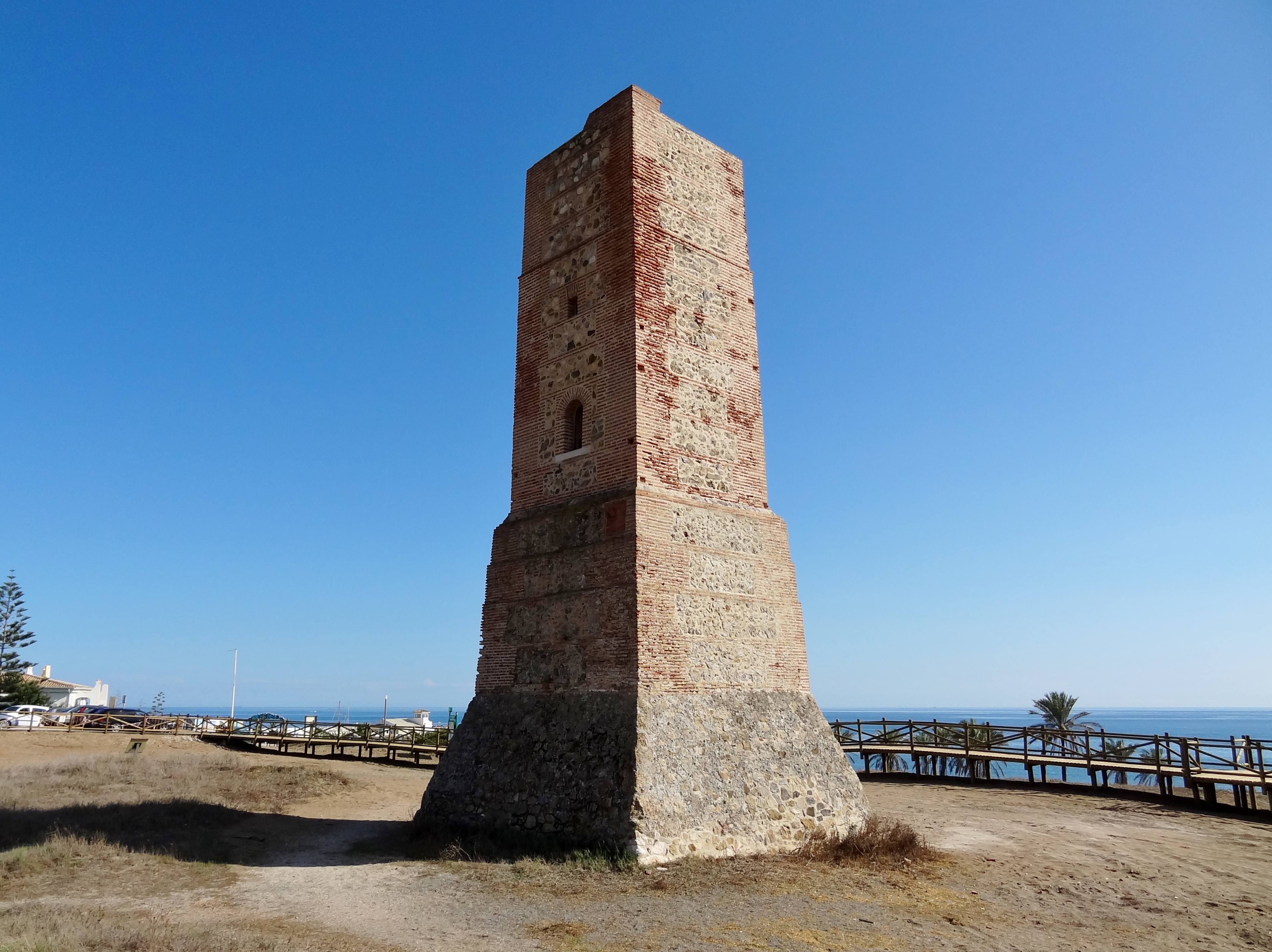
Nordwestseite